# Mary Plummer
Mary Plummer, née le 18 mars 1849 à Springfield (Massachusetts) et morte le 13 septembre 1922 dans le 15e arrondissement de Paris, a été l'épouse de Georges Clemenceau, homme d'État français.

## Biographie
Née en 1849, Mary Plummer est la fille d'Harriett Plummer, née Taylor, et de William Plummer, dentiste à Bristol. En 1857, la famille quitte Springfield pour Durand, dans le Wisconsin. Son père, malade, meurt trois ans plus tard. En 1864, un oncle maternel, Horace Taylor, agent de change à New York, décide de prendre en charge l’éducation de Mary et l'inscrit en pension à l'institution pour jeunes filles que dirige Catharine Aiken à Stamford, dans le Connecticut.
En 1868, Georges Clemenceau, arrivé aux États-Unis trois ans plus tôt après avoir quitté la France à la suite d'espérances matrimoniales déçues, est embauché par Catharine Aiken pour enseigner à ses pensionnaires le français et l'équitation. Il s'éprend de Mary Plummer et lui demande de l'épouser. La jeune fille réserve d'abord sa réponse,. À la fin du mois de juin, le prétendant éconduit rentre en France. Voyageant par le même paquebot, une collègue enseignante, Ada Chese Dimmick, est très favorablement impressionnée par sa courtoisie et sa prévenance. Rentrée à Stamford, elle plaide sa cause auprès de Catharine Aiken. À son tour, la directrice convainc sa pensionnaire, qu'elle trouve en proie à la mélancolie, de répondre positivement au Français, et écrit à celui-ci de revenir pour réitérer sa demande. De retour, Georges Clemenceau maintient cependant sa résolution de s’en tenir à un mariage civil, ce que Mary Plummer, bien que très pieuse, parvient à accepter, mais à quoi son tuteur Horace Taylor n'est pas disposé,. C’est la jeune fille qui, tombée malade de désespoir, finit par lever ce dernier obstacle en obtenant le consentement de son oncle. Le couple se marie à New York le 23 juin 1869, et s'installe en France un mois plus tard.
Ils s'installent à la maison familiale de Clemenceau, à l'Aubraie en Vendée. Habituée à plus de liberté d'action que n'en ont, à l'époque, les jeunes femmes françaises, « occupée en bonne ménagère à raccommoder des bas », Mary s'ennuie malgré la naissance de leurs trois enfants, Madeleine (1870), Thérèse Juliette (1872) et Michel (1873) et les époux se séparent en 1876.
Alors que Georges a de nombreuses maîtresses, lorsqu'en 1891 Mary prend pour amant un normalien qui donnait des répétitions à leurs enfants, il fait constater l'adultère, la fait emprisonner pendant deux semaines à Saint-Lazare, obtient le divorce et la garde de leurs enfants puis, ayant obtenu qu'elle soit déchue de sa nationalité française, la fait renvoyer aux États-Unis sur un bateau à vapeur avec un billet de troisième classe. Devant ses trois enfants, il brûle « toutes les photographies et lettres de son ex-femme », pour effacer tout souvenir de leur mère, la « traîtresse ».
Revenue vivre en France en 1920, elle devient guide pour touristes et publie plusieurs articles pour des revues américaines. Restée moralement perturbée par ces événements conjugaux, Mary Plummer meurt le 13 septembre 1922, dans son appartement parisien du 208, rue de la Convention. Clemenceau l'annonce ainsi à son frère Albert : « Ton ex-belle-sœur a fini de souffrir. Aucun de ses enfants n'était là. Un rideau à tirer. » Elle est enterrée au cimetière de Bagneux, avec une concession pour cinq ans. Sa tombe a aujourd’hui disparu.

## Traitement historiographique
Qualifiée de « jolie fille stupide et conventionnelle », dont Georges Clemenceau se serait simplement aperçu « qu'elle n'avait ni l'intelligence ni la curiosité d'esprit qu'il aurait voulues », Mary Plummer connaît en fait, d'après Sylvie Brodziak, le même traitement que beaucoup de femmes d'hommes célèbres : « Abîmé par de nombreux biographes qui ont jugé « l'Américaine trop bête pour le grand homme », [son souvenir] est à réécrire dans un souci de vérité et de justice ».